# 蒙圖青眼魚
蒙圖青眼魚為輻鰭魚綱仙女魚目青眼魚亞目青眼魚科的一種，分布於中東太平洋海域，屬深海底棲性魚類，深度384-523公尺，棲息在底層水域，生活習性不明。

## 擴展閱讀
維基物種上的相關：蒙圖青眼魚